# Copa do Mundo FIFA de 2014 – Grupo A

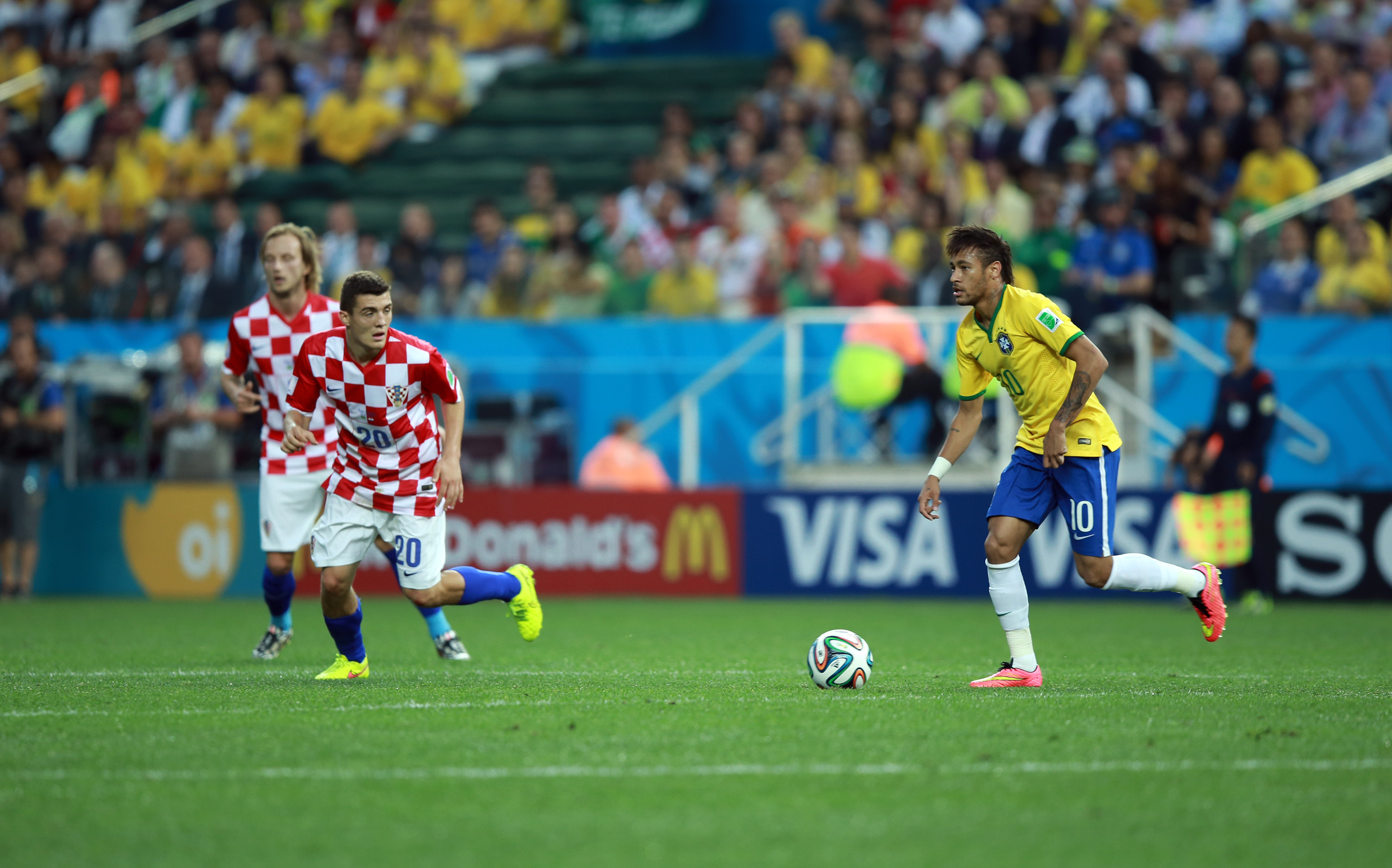
Partida entre Brasil e Croácia foi o jogo inaugural do Grupo A e também da Copa do Mundo.

O Grupo A da Copa do Mundo FIFA de 2014, a vigésima edição do torneio de futebol organizado pela Federação Internacional de Futebol (FIFA) e que ocorreu no Brasil, reuniu as seleções do Brasil, Croácia, México e Camarões. Seis das doze cidades-sede do torneio abrigaram jogos do grupo. A primeira partida, que também foi o jogo inaugural daquela Copa do Mundo, aconteceu em 12 de junho e terminou com a vitória da seleção brasileira sobre a Croácia pelo placar de 3–1, em um jogo que gerou grandes controvérsias com a arbitragem. As partidas da última rodada do grupo A foram disputadas simultaneamente às 17h (no horário local) em 23 de junho.
Como de costume, por ser o país-sede da Copa do Mundo, o Brasil foi definido como o cabeça-de-chave do grupo, realizando sua vigésima participação em edições de Copas. A Croácia teve a sua vaga assegurada na segunda fase das eliminatórias europeias, onde derrotou a Islândia pelo placar agregado de 2–0. A Seleção Mexicana se classificou por vencer a repescagem internacional da Copa do Mundo FIFA, ao derrotar a Nova Zelândia pelo placar agregado de 9–3. Finalmente, Camarões confirmou a presença ao ser o clube vencedor da chave I das eliminatórias, e em seguida, ao derrotar a Tunísia pelo agregado de 4–1 na fase final.
A maior goleada foi aplicada pela mesma seleção croata, que derrotou Camarões na segunda rodada pelo placar de 4–0. Com os seis jogos encerrados, Brasil e México fizeram sete pontos e se classificaram à fase eliminatória, enquanto as outras duas seleções (Camarões e Croácia) foram eliminadas do torneio.

## Equipes
| Inscrição            | Equipe   | Confederação | Método de qualificação                                | Data de qualificação   | Aparições em Copas | Última participação | Melhor resultado                      | Ranking da FIFA | Ranking da FIFA | Ref    |
| Inscrição            | Equipe   | Confederação | Método de qualificação                                | Data de qualificação   | Aparições em Copas | Última participação | Melhor resultado                      | Outubro de 2013 | Junho de 2014   | Ref    |
| -------------------- | -------- | ------------ | ----------------------------------------------------- | ---------------------- | ------------------ | ------------------- | ------------------------------------- | --------------- | --------------- | ------ |
| A1 (cabeça-de-chave) | Brasil   | CONMEBOL     | País-sede                                             | 30 de outubro de 2007  | 20ª                | 2010                | Campeã (1958, 1962, 1970, 1994, 2002) | 11              | 3               | [ 9 ]  |
| A2                   | Croácia  | UEFA         | Vencedora da segunda fase das eliminatórias europeias | 19 de novembro de 2013 | 4ª                 | 2006                | Terceiro lugar (1998)                 | 18              | 18              | [ 10 ] |
| A3                   | México   | CONCACAF     | Vencedora da repescagem intercontinental              | 20 de novembro de 2013 | 15ª                | 2010                | Quartas-de-final (1970, 1986)         | 24              | 20              | [ 11 ] |
| A4                   | Camarões | CAF          | Vencedora da fase final das eliminatórias africanas   | 17 de novembro de 2013 | 7ª                 | 2010                | Quartas-de-final (1990)               | 59              | 56              | [ 12 ] |

Notas
1. ↑  Os rankings de outubro de 2013 foram utilizados para o sorteio da fase de grupos.[8]

## Encontros anteriores em Copas do Mundo
- Brasil x Croácia:
  - 2006, fase de grupos: Brasil 1-0 Croácia
- México x Camarões: Nenhum encontro
- Brasil x México:
  - 1950, fase de grupos: Brasil 4-0 México
  - 1954, fase de grupos: Brasil 5-0 México
  - 1962, fase de grupos: Brasil 2-0 México
- Camarões x Croácia: Nenhum encontro
- Camarões x Brasil:
  - 1994, fase de grupos: Brasil 3-0 Camarões
- Croácia x México:
  - 2002, fase de grupos: Croácia 0-1 México

## Jogos

### Primeira rodada

#### Brasil vs. Croácia
As duas equipes já haviam se enfrentado anteriormente em duas ocasiões, sendo que uma delas foi na fase de grupos da Copa do Mundo FIFA de 2006, partida que foi vencida pela seleção brasileira por 1–0, em um gol marcado por Kaká. O atacante da seleção croata Mario Mandžukić estava suspenso desta partida, pois havia sido expulso no último jogo contra a Islândia, durante as qualificações para a disputa do torneio.
A Croácia abriu o placar com um gol contra de Marcelo, que acabou desviando para a própria meta um cruzamento de Ivica Olić que tinha como objetivo servir a Nikica Jelavić. O atacante brasileiro Neymar empatou a partida para os anfitriões com um chute de 23 m após receber um passe de Oscar. No segundo tempo, o Brasil conseguiu a virada após o árbitro Yuichi Nishimura enxergar uma infração dentro da área de Dejan Lovren em cima de Fred, penalidade a qual foi convertida por Neymar. A Croácia teve um gol anulado logo em seguida, após a arbitragem marcar uma falta em cima do goleiro brasileiro Júlio César. Nos acréscimos, Oscar deu números finais a partida com um gol de uma distância de 20 m depois de receber um passe de Ramires.
Após o jogo, foram notáveis as reclamações dos croatas sobre a inexistência da falta no lance que gerou a virada brasileira. Em resposta às reclamações, o chefe de arbitragem da FIFA Massimo Busacca entrou em defesa de Nishimura na atribuição da penalidade, onde insistiu que houve um contato entre Lovren e Fred, mesmo que este tenha sido mínimo. Em contrapartida, o ex-árbitro da FIFA Markus Merk criticou veementemente a posição da entidade em escalar o árbitro japonês para este jogo, onde rotulou sua participação como "embaraçosa".
O jogo acabou entrando para a história por diversos motivos envolvendo jogos de abertura. Esta foi a primeira ocasião em que o primeiro gol de uma Copa do Mundo foi um gol contra, também sendo a primeira vez que o Brasil marcou um gol contra em uma edição de Copa. Como foi a primeira partida disputada no evento, acabou sendo a primeira vez em que duas tecnologias foram utilizadas: o uso de spray para delimitações de distância em cobranças de faltas; e a Goal-Line Technology, que apitava quando a bola ultrapasse por completo a linha do gol.
| 12 de junho             | Brasil                             | 3 – 1     | Croácia     | Arena Corinthians, São Paulo                  |
| 17:00 (UTC−3) Histórico | Neymar 28', 71' (pen.) · Oscar 90' | Relatório | Marcelo 11' | Público: 62 103 Árbitro: JPN Yuichi Nishimura |

| Brasil | Croácia |

| BRASIL:             |    |              |     |     |
|                     |    |              |     |     |
| GR                  | 12 | Júlio César  |     |     |
| LD                  | 2  | Daniel Alves |     |     |
| ZA                  | 3  | Thiago Silva |     |     |
| ZA                  | 4  | David Luiz   |     |     |
| LE                  | 6  | Marcelo      |     |     |
| VO                  | 17 | Luiz Gustavo | 87' |     |
| VO                  | 8  | Paulinho     |     | 63' |
| MC                  | 11 | Oscar        |     |     |
| AT                  | 7  | Hulk         |     | 68' |
| AT                  | 10 | Neymar       | 27' | 88' |
| AT                  | 9  | Fred         |     |     |
| Substituições:      |    |              |     |     |
| MC                  | 18 | Hernanes     |     | 63' |
| AT                  | 20 | Bernard      |     | 68' |
| MC                  | 16 | Ramires      |     | 88' |
| Treinador:          |    |              |     |     |
| Luiz Felipe Scolari |    |              |     |     |

| CROÁCIA:       |    |                  |     |     |
|                |    |                  |     |     |
| GR             | 1  | Stipe Pletikosa  |     |     |
| LD             | 11 | Darijo Srna      |     |     |
| ZA             | 5  | Vedran Ćorluka   | 65' |     |
| ZA             | 6  | Dejan Lovren     | 69' |     |
| LE             | 2  | Šime Vrsaljko    |     |     |
| MC             | 10 | Luka Modrić      |     |     |
| MC             | 7  | Ivan Rakitić     |     |     |
| MC             | 4  | Ivan Perišić     |     |     |
| MC             | 20 | Mateo Kovačić    |     | 61' |
| MC             | 18 | Ivica Olić       |     |     |
| AT             | 9  | Nikica Jelavić   |     | 78' |
| Substituições: |    |                  |     |     |
| MC             | 14 | Marcelo Brozović |     | 61' |
| AT             | 16 | Ante Rebić       |     | 78' |
| Treinador:     |    |                  |     |     |
| Niko Kovač     |    |                  |     |     |

| Homem do Jogo: Neymar (Brasil) Bandeirinhas: Toru Sagara Toshiyuki Nagi Quarto árbitro: Alireza Faghani Quinto árbitro: Hassan Kamranifar |

#### México vs. Camarões
As equipes do México e do Camarões só haviam disputado um jogo entre elas anteriormente, que foi um amistoso realizado em 1993, vencido pelos mexicanos por 1–0.
Na primeira etapa, a equipe mexicana teve dois gols anulados por marcação de impedimento, ambos marcados por Giovani dos Santos. No entanto, repetições do lance demonstraram que o jogador estava na mesma linha do último defensor na primeira ocasião, enquanto na segunda, a bola lhe foi passada por um defensor camaronês, onde conclui-se que ambos os gols eram legítimos. No segundo tempo, dos Santos teve uma conclusão a gol defendida por Charles Itandje, mas a bola sobrou para o atacante Oribe Peralta, o qual concluiu para o gol vazio e marcou o único gol do jogo.
O capitão mexicano Rafael Márquez fez história ao tornar-se o único jogador a ser capitão de sua nação em quatro diferentes edições de Copas do Mundo. O camaronês Samuel Eto'o também fez a sua quarta participação em Copas do Mundo, tornando-se o terceiro jogador africano a alcançar tal feito, juntamente com os compatriotas Jacques Songo'o e Rigobert Song.
| 13 de junho   | México      | 1 – 0     | Camarões | Arena das Dunas, Natal                     |
| 13:00 (UTC−3) | Peralta 61' | Relatório |          | Público: 39 216 Árbitro: COL Wilmar Roldán |

| México | Camarões |

| MÉXICO:        |    |                     |     |       |
|                |    |                     |     |       |
| GR             | 13 | Guillermo Ochoa     |     |       |
| ZA             | 2  | Francisco Rodríguez |     |       |
| ZA             | 4  | Rafael Márquez      |     |       |
| ZA             | 15 | Héctor Moreno       | 57' |       |
| AD             | 22 | Paul Aguilar        |     |       |
| AE             | 7  | Miguel Layún        |     |       |
| VO             | 23 | José Juan Vázquez   |     |       |
| MC             | 6  | Héctor Herrera      |     | 90+1' |
| MC             | 18 | Andrés Guardado     |     | 69'   |
| AT             | 10 | Giovani dos Santos  |     |       |
| AT             | 19 | Oribe Peralta       |     | 74'   |
| Substituições: |    |                     |     |       |
| MC             | 8  | Marco Fabián        |     | 69'   |
| AT             | 14 | Javier Hernández    |     | 74'   |
| ZA             | 3  | Carlos Salcido      |     | 90+1' |
| Treinador:     |    |                     |     |       |
| Miguel Herrera |    |                     |     |       |

| CAMARÕES:      |    |                          |     |     |
|                |    |                          |     |     |
|                |    |                          |     |     |
| GR             | 16 | Charles Itandje          |     |     |
| LD             | 4  | Cédric Djeugoué          |     | 46' |
| ZA             | 3  | Nicolas Nkoulou          |     |     |
| ZA             | 14 | Aurélien Chedjou         |     |     |
| LE             | 2  | Benoît Assou-Ekotto      |     |     |
| VO             | 6  | Alex Song                |     | 79' |
| MD             | 17 | Stéphane Mbia            |     |     |
| ME             | 18 | Eyong Enoh               |     |     |
| MC             | 8  | Benjamin Moukandjo       |     |     |
| MC             | 13 | Eric Maxim Choupo-Moting |     |     |
| AT             | 9  | Samuel Eto'o             |     |     |
| Substituições: |    |                          |     |     |
| ZA             | 5  | Dany Nounkeu             | 77' | 46' |
| AT             | 15 | Pierre Webó              |     | 79' |
|                |    |                          |     |     |
| Treinador:     |    |                          |     |     |
| Volker Finke   |    |                          |     |     |

| Homem do Jogo: Giovani dos Santos (México) Bandeirinhas: Humberto Clavijo Eduardo Díaz Quarto árbitro: Norbert Hauata Quinto árbitro: Aden Marwa |

### Segunda rodada

#### Brasil vs. México
As equipes do Brasil e do México já haviam se enfrentado anteriormente em 38 ocasiões, incluindo três destas na fase de grupos da Copa do Mundo, onde ambas foram vencidas pela seleção brasileira (4–0 em 1950, 5–0 em 1954 e 2–0 em Copa do Mundo FIFA de 1962). O último encontro entre as duas seleções foi realizado na Copa das Confederações FIFA de 2013, também na fase de grupos e novamente vencida pela equipe sul-americana pelo placar de 2–0.
O goleiro mexicano Guillermo Ochoa fez quatro defesas difíceis durante a partida para impedir a vitória brasileira. No primeiro tempo, salvou a equipe em uma cabeçada de Neymar direcionada ao canto direito, e também defendeu uma conclusão de curto alcance de Paulinho. Já na segunda etapa, Ochoa voltou a aparecer ao salvar uma conclusão rasteira de Neymar e uma cabeçada à queima-roupa de Thiago Silva, mantendo o placar final em 0–0.
Esta foi a primeira vez que um clube anfitrião terminou uma partida sem marcar nem conceder gols desde a Copa do Mundo FIFA de 1970. O México entrou para a história, ao ser o primeiro time que não faz parte da União das Associações Europeias de Futebol e nem da Confederação Sul-Americana de Futebol, a conseguir marcar um ponto contra a seleção brasileira em partidas de Copas do Mundo.
| 17 de junho             | Brasil | 0 – 0     | México | Arena Castelão, Fortaleza                 |
| 16:00 (UTC−3) Histórico |        | Relatório |        | Público: 60 342 Árbitro: TUR Cüneyt Çakır |

| Brasil | México |

| BRASIL:             |    |              |     |     |
|                     |    |              |     |     |
| GR                  | 12 | Júlio César  |     |     |
| LD                  | 2  | Daniel Alves |     |     |
| ZA                  | 3  | Thiago Silva | 79' |     |
| ZA                  | 4  | David Luiz   |     |     |
| LE                  | 6  | Marcelo      |     |     |
| VO                  | 8  | Paulinho     |     |     |
| VO                  | 17 | Luiz Gustavo |     |     |
| MC                  | 16 | Ramires      | 45' | 46' |
| MC                  | 11 | Oscar        |     | 84' |
| AT                  | 10 | Neymar       |     |     |
| AT                  | 9  | Fred         |     | 68' |
| Substituições:      |    |              |     |     |
| AT                  | 20 | Bernard      |     | 46' |
| AT                  | 21 | Jô           |     | 68' |
| MC                  | 19 | Willian      |     | 84' |
| Treinador:          |    |              |     |     |
| Luiz Felipe Scolari |    |              |     |     |

| MÉXICO:        |    |                     |     |     |
|                |    |                     |     |     |
| GR             | 13 | Guillermo Ochoa     |     |     |
| ZA             | 2  | Francisco Rodríguez |     |     |
| ZA             | 4  | Rafael Márquez      |     |     |
| ZA             | 15 | Héctor Moreno       |     |     |
| AD             | 22 | Paul Aguilar        | 59' |     |
| AE             | 7  | Miguel Layún        |     |     |
| VO             | 23 | José Juan Vázquez   | 62' |     |
| MC             | 6  | Héctor Herrera      |     | 76' |
| MC             | 18 | Andrés Guardado     |     |     |
| AT             | 10 | Giovani dos Santos  |     | 84' |
| AT             | 19 | Oribe Peralta       |     | 74' |
| Substituições: |    |                     |     |     |
| AT             | 14 | Javier Hernández    |     | 74' |
| MC             | 8  | Marco Fabián        |     | 76' |
| AT             | 9  | Raúl Jiménez        |     | 84' |
| Treinador:     |    |                     |     |     |
| Miguel Herrera |    |                     |     |     |

| Homem do Jogo: Guillermo Ochoa (México) Bandeirinhas: Bahattin Duran Tarik Ongun Quarto árbitro: Svein Oddvar Moen Quinto árbitro: Kim Haglund |

#### Camarões vs. Croácia
As equipes de Camarões e Croácia nunca haviam se enfrentado anteriormente.
Em uma partida em que as duas equipes necessitavam ao menos marcar um ponto para seguirem vivas na competição, a Croácia abriu o placar quando Ivica Olić marcou após passe de Ivan Perišić. Antes do final da primeira etapa, o Camarões passou a jogar com dez homens em campo após a expulsão de Alexandre Song, que recebeu cartão vermelho em um incidente sem bola com Mario Mandžukić. Perišić fez o segundo gol croata no início da segunda etapa, quando interceptou um tiro de meta do goleiro camaronês Charles Itandje e correu cerca de 40 metros com a bola antes de chutá-la rente ao poste. Mandžukić fez os dois últimos gols da equipe, o primeiro concluindo com um cabeceio certeiro um cruzamento de Danijel Pranjić, e o segundo de bico após o goleiro defender um chute de Eduardo da Silva. O resultado confirmou a eliminação de Camarões do torneio.
A equipe de Camarões se mostrou abalada psicologicamente na partida, sendo que o defensor Benoît Assou-Ekotto foi flagrado pelas câmeras dando uma cabeçada em seu companheiro de time Benjamin Moukandjo. Song, que havia sido expulso, logo após o término da partida pediu desculpas a Mandžukić e ao seu país pela agressão, enquanto o treinador Volker Finke afirmou que estava plenamente decepcionado com a atuação do meio-campista.
Olić, que anteriormente havia marcado um gol na Copa do Mundo FIFA de 2002, tornou-se o segundo jogador na história a fazer gols em Copas do Mundo com diferença de doze anos entre eles, se unindo ao dinamarquês Michael Laudrup que fez o mesmo feito em 1986 e 1998. Mandžukić entrou para a história croata ao ser o primeiro atleta do país a marcar dois gols em um jogo de Copa do Mundo; o resultado de 4–0 também foi o maior da nação em todas as partidas disputadas no evento.
| 18 de junho             | Camarões | 0 – 4     | Croácia                                     | Arena da Amazônia, Manaus                  |
| 18:00 (UTC−4) Histórico |          | Relatório | Olić 11' · Perišić 48' · Mandžukić 61', 73' | Público: 39 982 Árbitro: POR Pedro Proença |

| Camarões | Croácia |

| CAMARÕES:      |    |                          |     |     |
|                |    |                          |     |     |
| GR             | 16 | Charles Itandje          |     |     |
| LD             | 17 | Stéphane Mbia            |     |     |
| ZA             | 14 | Aurélien Chedjou         |     | 46' |
| ZA             | 3  | Nicolas Nkoulou          |     |     |
| LE             | 2  | Benoît Assou-Ekotto      |     |     |
| VO             | 21 | Joël Matip               |     |     |
| MC             | 6  | Alex Song                | 40' |     |
| MC             | 18 | Eyong Enoh               |     |     |
| MD             | 13 | Eric Maxim Choupo-Moting |     | 75' |
| ME             | 8  | Benjamin Moukandjo       |     |     |
| AT             | 10 | Vincent Aboubakar        |     | 70' |
| Substituições: |    |                          |     |     |
| ZA             | 5  | Dany Nounkeu             |     | 46' |
| AT             | 15 | Pierre Webó              |     | 70' |
| MC             | 20 | Edgar Salli              |     | 75' |
| Treinador:     |    |                          |     |     |
| Volker Finke   |    |                          |     |     |

| CROÁCIA:       |    |                  |     |     |
|                |    |                  |     |     |
| GR             | 1  | Stipe Pletikosa  |     |     |
| LD             | 11 | Darijo Srna      |     |     |
| ZA             | 5  | Vedran Ćorluka   |     |     |
| ZA             | 6  | Dejan Lovren     |     |     |
| LE             | 3  | Danijel Pranjić  |     |     |
| MC             | 10 | Luka Modrić      |     |     |
| MC             | 7  | Ivan Rakitić     |     |     |
| MD             | 4  | Ivan Perišić     |     | 78' |
| MA             | 19 | Sammir           |     | 72' |
| ME             | 18 | Ivica Olić       |     | 69' |
| AT             | 17 | Mario Mandžukić  |     |     |
| Substituições: |    |                  |     |     |
| AT             | 22 | Eduardo da Silva | 89' | 69' |
| MC             | 20 | Mateo Kovačić    |     | 72' |
| AT             | 16 | Ante Rebić       |     | 78' |
| Treinador:     |    |                  |     |     |
| Niko Kovač     |    |                  |     |     |

| Homem do Jogo: Mario Mandžukić (Croatia) Bandeirinhas: Bertino Cunha Tiago Trigo Quarto árbitro: Walter López Quinto árbitro: Leonel Leal |

### Terceira rodada

#### Camarões vs. Brasil
As duas equipes já haviam se enfrentado anteriormente em quatro ocasiões, incluindo um jogo na fase de grupos da Copa do Mundo FIFA de 1994, vencida pela seleção brasileira por 3–0. O último confronto entre ambos havia sido realizado na Copa das Confederações FIFA de 2003, o qual teve a equipe africana vencendo por 1–0. O meio-campo camaronês Alexandre Song estava suspenso da partida após ter sido expulso no jogo anterior contra a Croácia, cumprindo o primeiro dos três jogos que recebeu de suspensão.
O Brasil, que necessitava apenas de um empate para garantir a sua classificação à próxima fase, abriu o placar logo aos dezessete minutos, quando Luiz Gustavo cruzou da esquerda e Neymar venceu o goleiro adversário e colocou a bola dentro das redes com um chute rasteiro. Mesmo já estando eliminado, a equipe camaronesa empatou o jogo quando Allan Nyom passou pela marcação de Daniel Alves e cruzou para Joël Matip arrematar de frente para o gol. Neymar pôs o Brasil novamente em vantagem, quando recebeu passe de Marcelo e conduziu a bola em direção ao gol, concluindo com um remate rasteiro de pé direito dentro da grande área. Na segunda etapa, o Brasil ampliou a vantagem com um cruzamento de David Luiz finalizado por uma cabeçada de Fred e deu números finais à partida quando o meio-campista Fernandinho, que estava no banco de reservas, chutou rasteiro com a perna direita após receber um passe de Oscar.
Com este resultado, o Brasil se confirmou como primeiro lugar do grupo ao vencer o México na diferença de gols, já que ambas as partidas foram realizadas no mesmo horário. Esta foi a centésima partida da seleção brasileira em Copas do Mundo, tornando-se a segunda equipe a alcançar este feito, atrás apenas da Seleção Alemã, que alcançou na primeira partida do evento deste ano, contra Portugal.
| 23 de junho             | Camarões  | 1 – 4     | Brasil                                       | Estádio Nacional de Brasília, Brasília      |
| 17:00 (UTC−3) Histórico | Matip 26' | Relatório | Neymar 17', 35' · Fred 49' · Fernandinho 84' | Público: 69 112 Árbitro: SWE Jonas Eriksson |

| Camarões | Brasil |

| CAMARÕES:      |    |                          |     |     |
|                |    |                          |     |     |
| GR             | 16 | Charles Itandje          |     |     |
| LD             | 22 | Allan Nyom               |     |     |
| ZA             | 3  | Nicolas Nkoulou          |     |     |
| ZA             | 21 | Joël Matip               |     |     |
| LE             | 12 | Henri Bedimo             |     |     |
| VO             | 7  | Landry N'Guémo           |     |     |
| MC             | 17 | Stéphane Mbia            | 80' |     |
| MC             | 18 | Eyong Enoh               | 11' |     |
| AD             | 13 | Eric Maxim Choupo-Moting |     | 81' |
| AE             | 8  | Benjamin Moukandjo       |     | 58' |
| AT             | 10 | Vincent Aboubakar        |     | 72' |
| Substituições: |    |                          |     |     |
| MC             | 20 | Edgar Salli              | 76' | 58' |
| AT             | 15 | Pierre Webó              |     | 72' |
| MC             | 11 | Jean Makoun              |     | 81' |
| Treinador:     |    |                          |     |     |
| Volker Finke   |    |                          |     |     |

| BRASIL:             |    |              |  |     |
|                     |    |              |  |     |
| GR                  | 12 | Júlio César  |  |     |
| LD                  | 2  | Daniel Alves |  |     |
| ZA                  | 3  | Thiago Silva |  |     |
| ZA                  | 4  | David Luiz   |  |     |
| LE                  | 6  | Marcelo      |  |     |
| VO                  | 17 | Luiz Gustavo |  |     |
| VO                  | 8  | Paulinho     |  | 46' |
| MC                  | 11 | Oscar        |  |     |
| AT                  | 7  | Hulk         |  | 63' |
| AT                  | 10 | Neymar       |  | 71' |
| AT                  | 9  | Fred         |  |     |
| Substituições:      |    |              |  |     |
| MC                  | 5  | Fernandinho  |  | 46' |
| MC                  | 16 | Ramires      |  | 63' |
| MC                  | 19 | Willian      |  | 71' |
| Treinador:          |    |              |  |     |
| Luiz Felipe Scolari |    |              |  |     |

| Homem do Jogo: Neymar (Brasil) Bandeirinhas: Mathias Klasenius Daniel Wärnmark Quarto árbitro: Svein Oddvar Moen Quinto árbitro: Kim Haglund |

#### Croácia vs. México
As duas equipes haviam se enfrentado três vezes no passado, incluindo um jogo na fase de grupos da Copa do Mundo FIFA de 2002, vencida pela seleção mexicana por 1–0.
Para chegar à fase final, a Croácia necessitava vencer a partida, independentemente do resultado partida entre Camarões e Brasil, enquanto para o México um simples empate bastava. O primeiro gol da partida foi marcado apenas após setenta minutos de jogo, quando Rafael Márquez venceu os defensores croatas em uma jogada aérea e cabeceou para a meta adversária após um escanteio de Héctor Herrera. Com a Croácia necessitando da vitória para seguir para a próxima fase, acabou sofrendo o segundo gol por meio de um contra-ataque, onde Andrés Guardado marcou após assistência de Oribe Peralta. A equipe mexicana chegou ao terceiro gol quando o atacante Javier Hernández concluiu um cruzamento de Guardado no contrapé do goleiro. A seleção croata marcou o seu gol de honra nos minutos finais da partida com Ivan Perišić, após receber passe de Ivan Rakitić, antes de perder um jogador após a expulsão de Ante Rebić por cometer uma falta em Carlos Peña.
Com o resultado, o México se classificou para a fase de grupos na segunda posição em virtude do saldo de gols, enquanto a seleção croata foi eliminada do torneio. Ao fazer o primeiro gol da partida, Márquez se juntou a Cuauhtémoc Blanco como os únicos jogadores do país a marcarem gols em três Copas do Mundo.
| 23 de junho   | Croácia     | 1 – 3     | México                                     | Arena Pernambuco, Recife                     |
| 17:00 (UTC−3) | Perišić 87' | Relatório | Márquez 72' · Guardado 75' · Hernández 82' | Público: 41 212 Árbitro: UZB Ravshan Irmatov |

| Croácia | México |

| CROÁCIA:       |    |                 |     |     |
|                |    |                 |     |     |
| GR             | 1  | Stipe Pletikosa |     |     |
| LD             | 11 | Darijo Srna     |     |     |
| ZA             | 5  | Vedran Ćorluka  |     |     |
| ZA             | 6  | Dejan Lovren    |     |     |
| LE             | 2  | Šime Vrsaljko   |     | 58' |
| MC             | 7  | Ivan Rakitić    | 9'  |     |
| MC             | 3  | Danijel Pranjić |     | 74' |
| MD             | 4  | Ivan Perišić    |     |     |
| MA             | 10 | Luka Modrić     |     |     |
| ME             | 18 | Ivica Olić      |     | 69' |
| AT             | 17 | Mario Mandžukić |     |     |
| Substituições: |    |                 |     |     |
| MC             | 20 | Mateo Kovačić   |     | 58' |
| AT             | 16 | Ante Rebić      | 89' | 69' |
| AT             | 9  | Nikica Jelavić  |     | 74' |
| Treinador:     |    |                 |     |     |
| Niko Kovač     |    |                 |     |     |

| MÉXICO:        |    |                     |     |     |
|                |    |                     |     |     |
| GR             | 13 | Guillermo Ochoa     |     |     |
| ZA             | 2  | Francisco Rodríguez |     |     |
| ZA             | 4  | Rafael Márquez      | 39' |     |
| ZA             | 15 | Héctor Moreno       |     |     |
| AD             | 22 | Paul Aguilar        |     |     |
| AE             | 7  | Miguel Layún        |     |     |
| VO             | 23 | José Juan Vázquez   |     |     |
| MC             | 6  | Héctor Herrera      |     |     |
| MC             | 18 | Andrés Guardado     |     | 84' |
| AT             | 10 | Giovani dos Santos  |     | 62' |
| AT             | 19 | Oribe Peralta       |     | 79' |
| Substituições: |    |                     |     |     |
| AT             | 14 | Javier Hernández    |     | 62' |
| MC             | 21 | Carlos Peña         |     | 79' |
| MC             | 8  | Marco Fabián        |     | 84' |
| Treinador:     |    |                     |     |     |
| Miguel Herrera |    |                     |     |     |

| Homem do Jogo: Rafael Márquez (México) Bandeirinhas: Abdukhamidullo Rasulov Bakhadyr Kochkarov Quarto árbitro: Néant Alioum Quinto árbitro: Djibril Camara |

## Classificação final
| Legenda                                                         |
| --------------------------------------------------------------- |
| Primeiro e segundo colocados do grupo avançam para a fase final |

| Pos | Equipe     | Pts | J | V | E | D | GP | GC | SG | Classificado      |
| --- | ---------- | --- | - | - | - | - | -- | -- | -- | ----------------- |
| 1   | Brasil (H) | 7   | 3 | 2 | 1 | 0 | 7  | 2  | +5 | Fase eliminatória |
| 2   | México     | 7   | 3 | 2 | 1 | 0 | 4  | 1  | +3 | Fase eliminatória |
| 3   | Croácia    | 3   | 3 | 1 | 0 | 2 | 6  | 6  | 0  | Eliminado         |
| 4   | Camarões   | 0   | 3 | 0 | 0 | 3 | 1  | 9  | −8 | Eliminado         |

- Brasil avançou para enfrentar o Chile (segundo colocado do Grupo B) nas oitavas-de-final.[56]
- México avançou para enfrentar os Países Baixos (primeiro colocado do Grupo B) nas oitavas-de-final.[57]